# Thlaspi
Thlaspi es un género de plantas con flores  con 322 especies descritas y de estas solo 65 aceptadas, perteneciente a la familia Brassicaceae.

## Descripción
Son hierbas anuales, bienales o perennes, glabras, con frecuencia glaucas, raramente peludas con pelos simples, erectos o suberectos. Hojas simples, por lo general obovadas, oblongas, las hojas caulinas ovadas o lanceoladas sobre todo, cordadas, (aurículas rara vez suprimida o ausente), amplexicaules, enteras o dentadas. Racimos corimbosos. Flores pequeñas, blancas, rosadas o amarillentas; con pedúnculo filiforme. El fruto es una silicua generalmente obovada-oblonga o sub-orbicular, aplanada lateralmente, ligeramente alada (rara vez con las alas suprimidas), con frecuencia ± dentado en el ápice (raramente entero), dehiscente, glabros; septum angostamente elípticos, membranosa, sin pasta, semillas elipsoide, de color marrón.

## Taxonomía

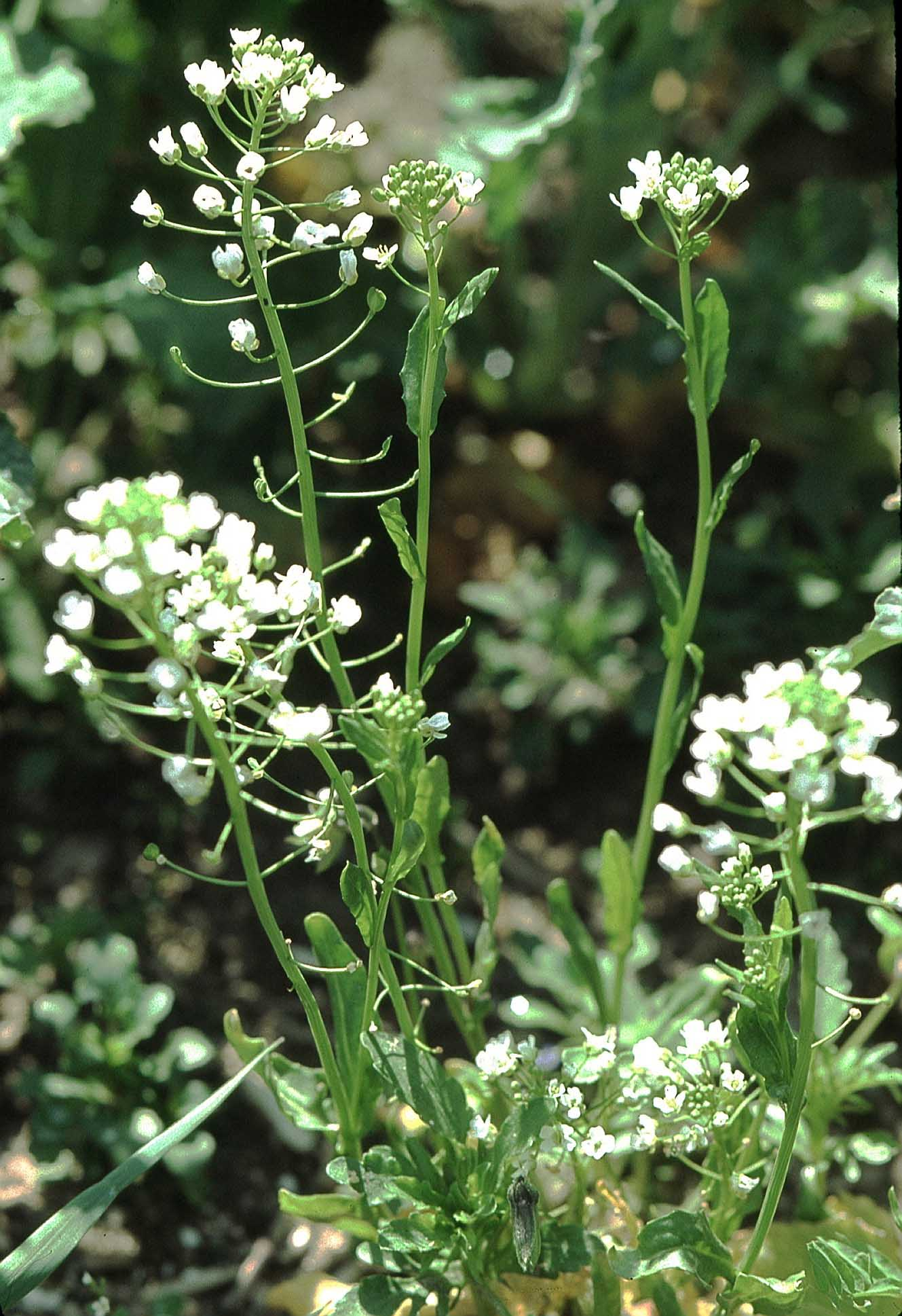
Thlaspi arvense.

El género fue descrito por Carlos Linneo y publicado en Species Plantarum 2: 645. 1753.  La especie tipo es: Thlaspi arvense
Etimología
Thlaspi: nombre genérico que deriva del griego thláspis; latinizado thlaspi = en Dioscórides y Plinio, nombre de dos plantas; según parece, de la familia de las crucíferas; una de ellas quizá la bolsa de pastor o pan y quesiIlo –Capsella bursa-pastoris (L.) Medik.; Thlaspi bursa-pastoris L.–. Dice Dioscórides, según la traducción de Laguna, que tiene “una simiente pequeña... y de figura de un plato, que parece ser machucada, de donde le vino el nombre” (gr. thláō = romper, machucar)

## Especies seleccionadas
- Thlaspi alliaceum
- Thlaspi alpestre
- Thlaspi arcticum
- Thlaspi arvense
- Thlaspi calaminare
- Thlaspi californicum
- Thlaspi caerulescens
- Thlaspi idahoense
- Thlaspi montanum
- Thlaspi parviflorum
- Thlaspi perfoliatum